# Capitol Latin
Capitol Latin (anteriormente EMI Latin) é uma marca da Universal Music Latin Entertainment, uma divisão do Universal Music Group. Anteriormente, era uma subsidiária da EMI.